# 129176 Gerardcarter
129176 Gerardcarter este o planetă minoră (asteroid), cu un diametru de 6,588 km, din centura de asteroizi. A fost descoperită pe 2 iunie 2005 la Catalina Station⁠(d) de Catalina Sky Survey. 
Obiectul prezintă o orbită caracterizată de o semiaxă mare de 3,2025644635757 UAi, o excentricitate de 0,14, o înclinație de 13,2 ° în raport cu ecliptica.